# Белодол
Белодол е село в Югоизточна България. То се намира в община Поморие, област Бургас.

## География
Селото се намира на 19 km от Айтос, на 29 km от общинския център Поморие и на 37 km от областния център Бургас. Разположено е в Айтоска планина. Има умереноконтинентален климат.

## История
Стари имена: Емир кьой (до 1934), Емирско (1934 – 1980), Белодол от 1980 г.

## Население
Около 99% населението е турско.
1. ↑  www.grao.bg